# Andrzej Wachal
Andrzej Władysław Wachal  (ur. 9 września 1927 w Drohobyczu, zm. 25 maja 2000 w Warszawie) – polski inżynier, profesor nauk technicznych, specjalista w zakresie tribologii, wykładowca akademicki.

## Życiorys
Andrzej Wachal w roku 1946 ukończył Liceum Matematyczno-Fizyczne w Jaśle, a w 1951 uzyskał dyplom magistra inżyniera Wydziału Chemicznego Politechniki Śląskiej w Gliwicach w specjalizacji technologia nafty. Tego samego roku podjął pracę w Katedrze Silników Lotniczych Wojskowej Akademii Technicznej, zajmując kolejno stanowiska: starszego laboranta, starszego inżyniera, kierownika laboratorium, wreszcie – wykładowcy i kierownika Zakładu Materiałów Pędnych i Smarów w Katedrze Materiałów Wybuchowych i Paliw.
W 1967 roku obronił pracę doktorską na temat "Podstawy frakcjonowania związków asfaltowo-żywicznych". W roku 1968 przeniósł się wraz z całym Zakładem Materiałów Pędnych i Smarów do Instytutu Eksploatacji Pojazdów Mechanicznych Wydziału Mechanicznego Wojskowej Akademii Technicznej. W 1973 roku został mianowany na stanowisko docenta, a w 1990 roku uzyskał tytuł profesora nauk technicznych.
W latach 1991–2000 był pracownikiem naukowym Centralnego Laboratorium Naftowego w Warszawie, jednocześnie prowadził zajęcia dydaktyczne na Politechnice Warszawskiej oraz w Wojskowej Akademii Technicznej.
Profesor Andrzej Wachal był w Polsce głównym twórcą dyscypliny naukowej nazwanej tribologią. Opracowane przez niego programy wykładów z tribologii oraz z doboru i zastosowania materiałów pędnych i smarów nie miały pierwowzorów na żadnej innej polskiej uczelni. Dorobek naukowy profesora obejmuje ponad 250 publikacji krajowych i zagranicznych, 10 podręczników akademickich (autorstwa i współautorstwa), 5 książek (w tym trzy podstawowe pozycje naukowe z zakresu paliw, olejów, smarów oraz trybotechniki) i 5 patentów.
Andrzej Wachal należał do takich organizacji naukowych jak: Komitet Budowy Maszyn PAN – Sekcja Podstaw Eksploatacji, Polskiego Towarzystwa Tribologicznego, International Tribology Council oraz Prezydium Międzynarodowej Komisji ds. Oceny Gospodarowania Płynami Eksploatacyjnymi. Andrzej Wachal był promotorem 9 prac doktorskich i 75 magisterskich.
Poza pracą naukową zajmował się m.in. turystyką wysokogórską. W roku 1964 ożenił się z Teresą Anną z domu Gierżod, z którą wychowywał dwu synów: Andrzeja Łukasza i Marka Andrzeja.

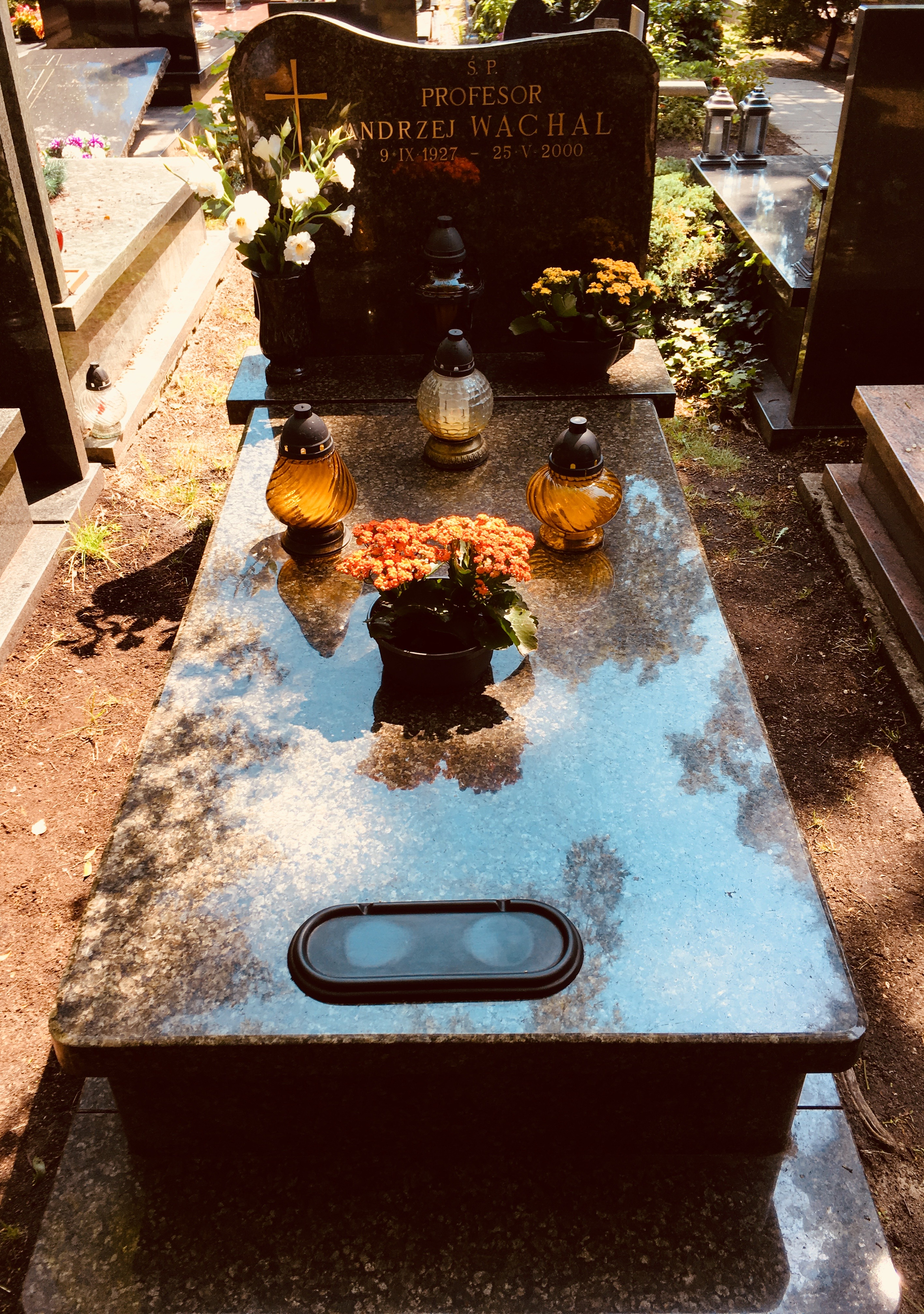
Grób na Wojskowych Powązkach

## Nagrody i odznaczenia
- Krzyż Kawalerski Orderu Odrodzenia Polski[1],
- Złoty Krzyż Zasługi[1],
- Nagroda Rektorska za prace w dziedzinie tarcia, zużycia, smarowania i niezawodności pojazdów mechanicznych,
- Nagroda Rektorska za opracowanie teoretycznych podstaw starzenia olejów smarowych,
- Nagroda Rektorska za poradnik „Trybotechnika” t.I.